# Vallacertaceae
Famille
Les Vallacertaceae sont une famille fossile d'algues unicellulaires de l'ordre des Dictyochales. Le genre type Vallacerta se trouve dans les couches géologiques du Crétacé supérieur.

## Étymologie
Le nom vient du genre type Vallacerta †.

## Description
Le squelette de Vallacerta comporte un encadrement de cinq côtés et une épine radiale à chaque coin du cadre, lequel est rempli d'une fine plaque ponctuée de silice hyaline.
Hanna rapproche leur squelette de celui de certaines diatomées quand il déclare que « la sculpture sur le disque est fortement évocatrice de celle trouvée sur certaines formes simples de diatomées, ce qui conduit à croire qu'il pourrait s'agir d'un des liens entre les deux groupes d'organismes. Cependant la structure le rapproche manifestement (le Vallacerta) avec les Silicoflagellés plutôt qu'avec les Diatomées ».

## Liste des genres et espèces
- †Vallacerta Hanna, 1928[2]
  - †Vallacerta hortoni, 1928 [note 1]

## Systématique
La famille a été décrite en 1950 par le naturaliste français Georges Deflandre. L'IRMNG (8 février 2022) synonymise les Vallacertaceae avec les Dictyochaceae Wallich, 1865.